# Call of Duty: Modern Warfare Remastered
Call of Duty: Modern Warfare Remastered est un jeu de tir à la première personne de 2016 développé par Raven Software et publié par Activision. Il s'agit d'une version remasterisée du jeu Call of Duty 4: Modern Warfare de 2007, et a été initialement publié dans le cadre d'une  édition spéciales d'offres groupées de Call of Duty: Infinite Warfare en novembre 2016 pour la PlayStation 4, la Xbox One et sur Microsoft Windows. Une version indépendante a été publiée pour ces plates-formes à la mi-2017. Se déroulant en 2011, l'histoire du jeu suit le Corps des Marines des États-Unis (USMC) et le Special Air Service (SAS),qui effectuent des missions pour lutter contre un groupe séparatiste au Moyen-Orient et un groupe ultranationaliste en Russie .
Le développement a commencé après qu'une pétition en ligne demandant une remasterisation de Modern Warfare a commencé à circuler. Activision a fait appel à Raven Software, qui avait participé au développement de précédents jeux Call of Duty, pour développer Modern Warfare Remastered, sous la supervision du développeur d'origine Infinity Ward. Modern Warfare Remastered présente de nombreuses améliorations graphiques, des animations actualisées, des effets sonores originaux révisés et de nouveaux effets. Il conserve le cœur du jeu d'origine, avec de petits ajustements. De nouveaux contenus multijoueurs, ainsi que des  succès et des cheats supplémentaires en solo sont inclus.
Les critiques ont salué Modern Warfare Remastered pour ses graphismes améliorés, son son revu et ses nombreuses autres modifications. Ils ont salué la jouabilité pour ce qui a été considéré comme une campagne solo stimulante et innovante par rapport aux jeux ultérieurs de la série. Le mode multijoueur a été complimenté pour sa simplicité et sa fraîcheur. Les critiques se sont concentrées sur le mode multijoueur pour ses problèmes d'équilibrages et sur le mode solo pour son rythme et son intelligence artificielle. Modern Warfare Remastered a fait l'objet d'une controverse à la suite des décisions d'Activision de ne le sortir initialement que dans le cadre d'une offre groupée, d'inclure des microtransactions et, aux yeux des joueurs, de surfacturer le contenu téléchargeable (DLC) et la version autonome du jeu.

## Jouabilité
Call of Duty : Modern Warfare Remastered présente la même jouabilité que la version originale : il s'agit d'un jeu de tir à la première personne dans lequel le joueur contrôle plusieurs personnages pendant la campagne solo, alternant de l'un à l'autre entre les missions. Il comprend quelques modifications consistant à ajuster le timing des animations de gameplay existantes, tout en restant presque identique à leurs homologues originaux. En position couchée, les bras du personnage et l'arme équipée sont visibles. Dans le mode multijoueur, les joueurs peuvent effectuer une raillerie, en leur permettant d'inspecter l'extérieur de leur arme par exemple, destinée à humilier un adversaire vaincu.
La campagne solo est presque identique à l'original. Elle conserve les mêmes objets à collectionner et les mêmes cheats tout en ajoutant plusieurs de ces derniers. Le jeu offre une prise en charge complète des trophées PlayStation Network et des réalisations Xbox Network - les trophées étaient absents de Modern Warfare car le jeu est sorti avant leur introduction - et comprend plusieurs nouveaux défis.
Modern Warfare Remastered propose une version actualisée du mode multijoueur qui présente des similitudes avec ceux des jeux Call of Duty ultérieurs. Il comprend les mêmes armes, killstreaks - des récompenses gagnées qui permettent au joueur de localiser ses adversaires ou de faire appel à des avions militaires pour les attaquer,-perks, et modes de jeu que Modern Warfare,. Des modes existants présents dans d'autres volets sont inclus, comme Gun Game, dans lequel le joueur reçoit une nouvelle arme chaque fois qu'il tue un adversaire, et Hardpoint, dans lequel les joueurs tentent de sécuriser et de défendre une zone désignée contre l'équipe adverse,. De nouveaux modes comme Prop Hunt, où les joueurs se cachent sous la forme d'objets inanimés pour échapper à l'adversaire, sont également introduits. Les médailles sont une autre caractéristique intégrée dans les jeux précédents. Elles sont attribuées aux joueurs si des circonstances spécifiques sont réunies lorsqu'ils tuent un adversaire. Le mode multijoueur offre une plus grande variété d'options de personnalisation du profil, des armes et des personnages,. Le jeu a également ajouté des armes,,. Tout le nouveau contenu peut être débloqué en relevant des défis, en fabriquant des objets ou en achetant de la monnaie virtuelle par le biais de microtransactions,,.

## Trame
Call of Duty : Modern Warfare Remastered présente la même intrigue que le jeu original. Le joueur contrôle principalement la recrue britannique du Special Air Service (SAS), le sergent John "Soap" MacTavish, en commençant par son enrôlement dans le 22e régiment SAS. Le joueur contrôle également le sergent Paul Jackson, membre du Corps des Marines des États-Unis (USMC), pendant cinq des niveaux de l'acte 1. Le capitaine Price, officier des SAS, est jouable dans deux missions flashback de 1996, lorsqu'il était lieutenant. Le joueur joue également le rôle d'un opérateur américain de télévision à imagerie thermique à bord d'un avion de combat Lockheed AC-130 dans un niveau, et d'un agent britannique infiltrant un avion de ligne détourné pour sauver une haute personnalité dans un autre. Enfin, le joueur contrôle Yasir Al-Fulani, le président d'un pays du Moyen-Orient non nommé, avant qu'il ne soit exécuté, bien qu'il n'ait aucune liberté d'action autre que celle de tourner la tête.
Alors que les États-Unis envahissent un petit pays du Moyen-Orient riche en pétrole à la suite d'un coup d'État de l'extrémiste Khaled Al-Asad, une équipe de SAS britanniques infiltre un cargo censé transporter un engin nucléaire. Les tirs ennemis coulent le navire, mais l'équipe SAS s'échappe avec son manifeste et se dirige vers la Russie pour sauver leur informateur, dont le nom de code est "Nikolaï", du parti ultranationaliste. Les renseignements obtenus lors de ces opérations indiquent qu'Al-Asad détient un engin nucléaire russe. L'armée américaine lance un assaut sur son palais, mais le dispositif nucléaire explose, anéantissant la majeure partie de la ville et tous ses habitants.
L'équipe SAS retrouve Al-Asad en Azerbaïdjan et découvre qu'il travaillait avec Imran Zakhaev, le chef du parti ultranationaliste. La mission revient ensuite 15 ans en arrière, lorsque le capitaine Price, qui était lieutenant, est envoyé aux côtés de son commandant, le capitaine MacMillan, pour tenter d'assassiner Zakhaev à Pripiat, en Ukraine. Après avoir tué Al-Asad, l'équipe SAS, avec le soutien de l'United States Marine Corps Force Reconnaissance et de loyalistes russes, tente de capturer le fils de Zakhaev, Victor, et d'apprendre où il se trouve. Ils tendent une embuscade à Victor, mais celui-ci se suicide. En réponse, Zakhaev prend le contrôle d'une installation de lancement nucléaire. Une opération conjointe est lancée pour reprendre le site, mais Zakhaev lance des missiles balistiques intercontinentaux sur la côte Est des États-Unis. Les équipes conjointes parviennent à pénétrer dans l'installation et à détruire les missiles à distance avant de fuir la zone.
Les forces de Zakhaev piègent la force conjointe en fuite sur un pont, et pendant le combat, beaucoup sont tués. Il arrive, mais un hélicoptère loyaliste le distrait. Le joueur tire et tue Zakhaev avec son pistolet avant d'être pris en charge par les forces loyalistes.

## Développement
Activision s'est intéressé à un remaster de Call of Duty 4 : Modern Warfare à la suite de la circulation d'une pétition en ligne. L'éditeur a demandé à Raven Software, qui avait participé au développement des précédents jeux Call of Duty, d'en être le développeur principal, tandis qu'Infinity Ward en serait le producteur exécutif,. Le directeur du studio de Raven, David Pellas, se souvient que tous les employés de Raven étaient d'accord pour entreprendre une remasterisation. Les développeurs se sont engagés à se concentrer tout au long du développement sur la redéfinition du terme remaster tout en respectant le jeu original. Une grande partie de Modern Warfare a été « reconstruite [...] à partir de zéro » grâce à la revitalisation de son code source, de ses matériaux, de ses mises en page et de ses effets auxquels Infinity Ward a permis à Raven d'accéder. Le jeu fonctionne dans une résolution native de 1080p (augmentée à 4K pour la version PlayStation 4 Pro) à 60 images par seconde et utilise la dernière itération du moteur de jeu d'Infinity Ward de la série,.
Raven voulait que le remaster offre une expérience fidèle aux fans de Modern Warfare. Ils ont cherché à connecter les nouveaux venus à un monde auquel les joueurs étaient habitués dans les jeux Call of Duty récents, mais un monde qui reflétait la réalité. Pour les aider dans leur prise de décision, Raven a parcouru les sites de médias sociaux pour trouver des joueurs actifs de Modern Warfare afin de comprendre ce qu'ils attendaient d'une réédition du jeu. M. Pellas a noté que le risque de réactions négatives de la part des fans à la suite de changements apportés à l'original et le désir de répondre aux attentes étaient décourageants pour Raven ; ils ont été encouragés par leur principe directeur de garder le gameplay inchangé,. Des ajustements subtils ont été apportés au timing des animations de gameplay existantes, comme la transition entre le fait de viser un fusil de sniper et l'apparition de la superposition de la lunette, mais ils ont été conçus pour être aussi proches que possible de l'original.
Pour adapter les visuels de Modern Warfare aux normes modernes, les améliorations apportées aux environnements ont été conçues à l'aide d'une procédure appelée "paint-over" : des schémas de couleurs ont été établis et des captures d'écran des niveaux de Modern Warfare ont été réalisées avant d'être superposées au concept art. Raven voulait donner aux environnements un sens de l'histoire pour éviter qu'ils ne paraissent génériques, en y intégrant davantage de détails visuels,,. Le jeu a utilisé des textures et un mappage, des effets et un éclairage améliorés; les objets ont été remodelés et de nouvelles fonctionnalités telles que la physique réaliste ont été utilisées pour déplacer des matériaux comme les vêtements,,. Le remaster est devenu le premier jeu Call of Duty à permettre à chaque arme d'éjecter des munitions vides correspondant à son type, grâce aux munitions insérées qui restent dans l'arme avant l'éjection ; des munitions identiques et distinctes de celles insérées étaient éjectées dans les jeux précédents. Raven a dû faire face à des problèmes de remasterisation des graphismes, car le remaster a utilisé une version fortement améliorée du moteur de la série. En conséquence, plusieurs éléments visuels de Modern Warfare n'étaient pas adaptés à la nouvelle technologie, ce qui a obligé les développeurs à les améliorer ou à les refaire. Le mouvement des personnages non-joueurs a été amélioré pour être plus réaliste. Plusieurs nouvelles animations à la première personne ont été ajoutées à la campagne solo pour favoriser l'immersion pendant certaines scènes et pour améliorer la façon dont la caméra utilisait le corps du personnage joueur.
La remasterisation de l'audio du jeu incluait des effets de réverbération, de profondeur et d'espace; un exemple qu'un développeur de Raven a noté est que « la superposition de plusieurs sons fait maintenant une grande différence ». Une série d'autres exemples de sons non présents dans Modern Warfare ont été utilisés. La musique et les performances vocales originales ont été conservées,, bien que les dialogues en arabe d'Al-Asad aient été modifiés et réenregistrés pour représenter plus fidèlement les sous-titres anglais du jeu. D'autres modifications mineures ont été apportées aux dialogues, notamment l'ajustement de l'ordre de plusieurs répliques et l'ajout de nouvelles répliques dans le niveau d'entraînement du jeu. À la suite des commentaires négatifs des joueurs lors de la convention de jeux Call of Duty : XP 2016, les développeurs sont revenus sur les changements apportés aux annonceurs du mode multijoueur. De même, l'audio des armes a été révisé pour ressembler davantage à celui que l'on trouve dans le jeu original,.
En plus de la remasterisation, le jeu contenait une série de nouvelles fonctionnalités. Le contenu du mode multijoueur est initialement resté largement inchangé. Dix des seize cartes d'origine ont été présentées au lancement, après que les développeurs ont réalisé qu'ils ne pouvaient pas remasteriser chaque carte avant la date de sortie; les six autres ont été publiées sous forme de mise à jour gratuite quelques semaines plus tard. Raven a soutenu le mode multijoueur à partir de décembre 2016 afin de maintenir les joueurs investis dans le jeu, en introduisant des types de personnalisation cosmétique et de nouvelles armes de mêlée au sein d'un modèle économique,. Il s'agit notamment d'un système de coffre à butin, des caisses virtuelles appelées dans le jeu supply drops, qui contiennent des objets aléatoires. Les approvisionnements sont obtenus après avoir acheté de la monnaie du jeu appelée Call of Duty Points (CP) ou avec des crédits de dépôt gagnés en jouant. Les pièces détachées sont une autre monnaie du jeu utilisée pour fabriquer des objets. Elles sont acquises lors des largages de fournitures ou à partir d'objets dupliqués,,. Raven publiait des listes de lecture et des événements saisonniers, qui introduisaient du contenu de personnalisation, des modes multijoueurs et des variantes de cartes existantes nouveaux mais similaires,,. D'autres fusils et armes de mêlée ont été incorporés au cours de ces événements,, ainsi que d'autres mises à jour du jeu.

## Commercialisation et diffusion
Des nouvelles de Call of Duty : Modern Warfare Remastered ont fuité sur Reddit le 27 avril 2016, avant son annonce officielle. La fuite comprenait une capture d'écran d'une carte de réservation pour la chaîne de magasins Target avec l'édition Legacy de Call of Duty: Infinite Warfare et l'offre groupée remaster ,. Un tweet en réponse sur le compte Twitter officiel de Call of Duty le même jour comprenait deux emoji en réponse à un tweet de 2014 d'un fan exprimant son excitation face à la possibilité d'un remaster de Modern Warfare, semblant confirmer son existence. Le 29 avril 2016, une fuite de la publicité des détaillants pour Infinite Warfare a révélé que Modern Warfare Remastered comprendrait la campagne solo et dix cartes multijoueurs.
Modern Warfare Remastered a été officiellement annoncé le 2 mai 2016, lors de la bande-annonce de révélation d' Infinite Warfare,. Le jeu a été présenté à l'Electronic Entertainment Expo 2016, montrant une bande-annonce pour sa campagne. Il a révélé que les utilisateurs de PlayStation 4 ayant préacheté le bundle de l'édition spéciale d'Infinite Warfare pouvaient jouer à la campagne de Modern Warfare Remastered 30 jours avant sa date de sortie, dans le cadre de l'accord d'exclusivité de Sony avec Activision,. Une vidéo de jouabilité pour la mission Crew Expendable de Modern Warfare Remastered a été mise en ligne le 14 juillet 2016. Le mode multijoueur du jeu a été révélé lors de la convention Call of Duty : XP 2016,, et les participants ont pu y jouer en avant-première. En septembre 2016, des bandes-annonces ont été publiées pour les modes solo et multijoueur,.
Modern Warfare Remastered est sorti dans le monde entier le 4 novembre 2016, sur PlayStation 4, Xbox One et Microsoft Windows, dans le cadre des éditions Legacy, Legacy Pro et Digital Deluxe d' Infinite Warfare. À l'époque, le jeu n'était disponible qu'en achetant l'une de ces éditions d' Infinite Warfare; avec les versions physiques, Modern Warfare Remastered ne pouvait être joué que via le disque de jeu d' Infinite Warfare,. Activision a confirmé qu' Infinite Warfare doit être installé de façon permanente pour utiliser le remaster inclus. En juin 2017, une version autonome de Modern Warfare Remastered a été annoncée en même temps que sa bande-annonce ; le jeu est sorti sur la PlayStation 4 le 27 juin 2017, suivi par la Xbox One et Windows exactement un mois plus tard.
Le 8 mars 2017, Activision a annoncé qu'une version remastérisée du contenu téléchargeable (DLC) Variety Map Pack initialement sorti pour Modern Warfare serait disponible pour Modern Warfare Remastered. Il comprend les quatre mêmes cartes et 10 drops de fournitures rares. Le pack de cartes est sorti en achat séparé pour la PlayStation 4 le 21 mars 2017, et pour la Xbox One et Windows exactement un mois plus tard; il n'a été inclus dans aucune version au détail de Modern Warfare Remastered.

## Réception
Call of Duty : Modern Warfare Remastered a reçu des « critiques généralement favorables », selon l'agrégateur de critiques Metacritic,,. 
. IGN lui a décerné le titre de Best Remaster en 2016.
Les critiques ont salué les l'amélioration de graphismes, le son revu et les autres modifications. Push Square et GQ ont trouvé que le remaster avait l'air et le son d'une version moderne, le qualifiant de « rien de moins qu'un exploit profond » et « une révision technique étonnante ». Plusieurs d'entre eux ont estimé que le jeu ressemblait davantage à un remake grâce aux nombreuses améliorations apportées,,. Destructoid a salué les différences « subtiles », en soulignant les zones qui semblent plus vivantes et les améliorations apportées aux cinématiques à la première personne. Bien qu'ils en aient loué l'ampleur, certains ont estimé que les graphismes n'étaient pas tout à fait à la pointe et présentaient parfois des défauts mineurs,.
Le cadre moderne et le gameplay de base de la campagne solo ont été salués. Les critiques ont considéré que la narration était "avant-gardiste" et sincère,, et qu'elle avait repoussé les limites de la narration dans le genre des jeux de tir à la première personne ; d'autres ont rappelé que la campagne avait de ce fait perduré auprès des fans Destructoid a estimé que l'histoire avait depuis été dépassée par ses concurrents, mais qu'elle valait toujours la peine d'être jouée en raison de la variété des missions et de la relation entre Soap et Price. La jouabilité a été considérée comme agréablement stimulante et urgente,, le critique d' IGN notant qu'il donnait l'impression d'être « relativement alourdi, encombré et plus désespéré ». La conception des niveaux, les éléments de décor et l'accent mis sur le travail d'équipe ont également fait l'objet d'éloges,,.
Le mode multijoueur a reçu des éloges similaires. Push Square a apprécié sa fidélité à l'original. Destructoid a complimenté le design des cartes et a fait l'éloge du gameplay qui est accueillant pour les joueurs plus occasionnels en ne demandant qu'une habileté et une agilité modérées. Les critiques ont estimé que ce mode était « rafraîchissant » et tout aussi agréable que les versions plus rapides des versions plus récentes de Call of Duty,,. Des comparaisons ont été faites avec Infinite Warfare ; certains pensent que la conception plus simple de Modern Warfare Remastered montre que « moins peut être plus » et apprécient le fait qu'elle permette différents styles de jeu.
Certains aspects considérés comme ayant mal vieilli ou nécessitant des améliorations ont été examinés de près. Les critiques ont attribué cela à une volonté de préserver l'authenticité de Modern Warfare pour les fans,,. Le mode multijoueur a été décrit comme « dépassé » et critiqué pour des problèmes d'équilibrage impliquant des perks et des armes surpuissantes, et pour sa détection des collisions,. IGN a estimé que de nombreuses cartes multijoueurs et niveaux de campagne manquaient d'inspiration et étaient principalement conçus pour que les joueurs se mettent à couvert ; VG247 a critiqué la conception des niveaux pour avoir dirigé les joueurs vers un chemin linéaire qui ne semblait pas toujours être le bon,. Hardcore Gamer a désapprouvé la décision de conserver les ennemis qui se multiplient à l'infini dans la campagne et a estimé que les armes trouvées dans les niveaux étaient « dépouillées » par rapport à celles dont dispose le joueur au départ. Certains ont estimé que le récit souffrait de problèmes de rythme,. Plusieurs critiques ont noté des problèmes persistants avec l'intelligence artificielle, décrivant le comportement des ennemis comme « reposant sur le nombre, plutôt que sur la ruse » et que les alliés gênaient souvent le joueur,.
Les joueurs ont critiqué la version Windows de Modern Warfare Remastered pour plusieurs raisons. Sur Steam, elle a fait l'objet d'évaluations négatives de la part des utilisateurs ; les plaintes portaient sur les mauvaises performances, les nombreux pirates informatiques et le faible nombre de joueurs. Les joueurs ont estimé qu'Activision n'avait pas fourni un support adéquat pour le PC au profit des versions console du jeu, un trait qui avait été apparent dans les précédents volets de la série,,. PC Gamer a noté que le jeu nécessitait un PC performant pour fonctionner correctement. Ils ont critiqué le mode multijoueur pour ne pas inclure de serveurs de jeu personnalisés et le manque de joueurs actifs. Dans le cadre de son implication étroite dans le développement du jeu, David Pellas a testé la version PC ; il a déclaré avant sa sortie que le jeu était « incroyable » et que la fréquence d'images était « fantastique », tout en reconnaissant qu'il avait été joué sur un PC de jeu haut de gamme.

### Infinite Warfarebundling
Avant sa sortie, beaucoup ont critiqué la décision initiale d'Activision de rendre Modern Warfare Remastered disponible uniquement à l'achat par le biais d'une édition spéciale d' Infinite Warfare. Les critiques ont reconnu que Modern Warfare Remastered plaisait beaucoup aux fans,,,, et ont considéré que l'offre groupée du jeu était anti-consumériste, obligeant les joueurs à payer plus que nécessaire. Hardcore Gamer a qualifié cette décision d' « écœurante » et Push Square l'a jugée « grotesque » et « une balle dans la tête des consommateurs » en raison de l'influence de Modern Warfare sur la formule de la série et sur le genre des jeux de tir à la première personne. Plusieurs ont perçu l'offre groupée comme une preuve du manque de confiance d'Activision envers Infinite Warfare, et comme un moyen d'assurer la croissance continue de Call of Duty,,. D'autres ont estimé que la vente de Modern Warfare Remastered séparément serait tout de même prospère pour l'éditeur ; le rédacteur de Rock, Paper, Shotgun a écrit qu'il dépenserait davantage pour la série si les modes des futurs volets, comme les jeux groupés, étaient vendus séparément pour lui permettre d'acheter ceux qui l'intéressent le plus. Push Square pensait qu'un standalone permettrait à Activision de gagner la confiance et l'argent de ses fans. Ils prévoyaient un afflux d'exemplaires d'occasion du bundle, dévaluant la valeur d' Infinite Warfare et réduisant le nombre d'exemplaires vendues. À l'inverse, certains ont qualifié l'approche d'Activision de « brillante », considérant que chaque jeu de l'offre groupée présentait un attrait unique pour les fans de longue date ou les anciens fans de la série, et que la version remasterisée était un ajout précieux,,.

### Inclusion de microtransactions
En ajoutant du nouveau contenu plusieurs semaines après la sortie de Modern Warfare Remastered, Activision a intégré l'utilisation de microtransactions dans le mode multijoueur, qui était absent de Modern Warfare,. Des extracteurs de données avaient précédemment découvert des armes cachées dans les fichiers du jeu ; les fans les considéraient comme l'indication de futurs biens virtuels ou de contenus mis au rebut,. Le choix d'inclure des microtransactions a provoqué une réaction négative. PCGamesN a qualifié cette décision de « remuer le couteau dans la plaie » après les critiques concernant l'offre groupée du remaster avec Infinite Warfare. Certains craignaient que Modern Warfare Remastered ne permette des avantages en termes de jouabilité, à l'instar de l'approche adoptée par Activision pour les derniers opus de Call of Duty,. D'autres ont critiqué ce qu'ils percevaient comme une priorité donnée par Activision aux revenus plutôt qu'à l'amélioration du jeu, et comme un exemple pour les autres éditeurs de jeux vidéo de vendre des rééditions avec du contenu nouveau ou omis à un coût supplémentaire.
Les avis sur les microtransactions de Modern Warfare Remastered après la sortie du jeu, notamment en ce qui concerne l'implémentation de nouvelles armes non vues dans Modern Warfare, étaient mitigés. Hardcore Gamer était déçu que les armes soient « enfermées derrière un mur payant » et qu'il faille ouvrir des dépôts de fournitures pour les obtenir. À l'inverse, en 2019, Kotaku a écrit que si le système de coffre à butin du jeu avait des défauts et nécessitait d'effectuer des tâches répétitives pour ceux qui ne voulaient pas dépenser d'argent, il semblait plus gratifiant et moins exploiteur que ceux proposés par les jeux Call of Duty ultérieurs.

### Prix des DLC et de la version autonome du jeu
Après l'annonce du Variety Map Pack remastérisé en mars 2017, Activision a été condamné pour sa décision que le DLC ne serait pas gratuit. Les fans ont affirmé qu'en tant que remaster, qui inclut souvent tous les DLC précédemment publiés de l'original, le pack de cartes aurait dû être publié avec Modern Warfare Remastered lors de son lancement. Ils ont également estimé qu'il était peu scrupuleux de vendre le DLC à un prix supérieur à celui de la version originale,,. Jim Sterling, journaliste spécialisé dans les jeux vidéo, a décrit cette action comme soulignant "jusqu'où [Activision] peut se moquer de ses clients et s'en tirer", et Hardcore Gamer comme « l'une des plus grandes arnaques de l'histoire récente ». Hardcore Gamer a estimé que l'augmentation du prix en raison de l'inflation était erronée, que les 10 livraisons rares incluses n'avaient aucune valeur car elles contenaient du contenu indésirable et que peu de joueurs utilisaient les cartes DLC. Certains ont estimé que l'inclusion gratuite du DLC aurait aidé à surmonter le soutien vacillant des fans de longue date, à la suite des critiques d' Infinite Warfare et du succès de Battlefield 1, le jeu concurrent d'Electronic Arts,. D'autre part, VG247 estime que le DLC est vendu parce que Modern Warfare Remastered n'a pas été vendu au prix fort dans le cadre du bundle Infinite Warfare.
La version autonome de Modern Warfare Remastered a été critiquée pour ne pas inclure le DLC et pour son prix. Certains critiques ont estimé que le bundle Infinite Warfare à prix réduit offrait un meilleur rapport qualité-prix,,. Rock, Paper, Shotgun a critiqué le coût du jeu et du DLC pour avoir été vendu séparément, et a considéré que le bundle ne valait pas son prix. Ils ont noté que le nombre de joueurs de Modern Warfare Remastered avait considérablement diminué sur Steam au cours des mois précédents, et ont conclu : « Ce qui aurait dû être passionnant est embourbé dans l'irritation. ». Le rédacteur de Destructoid a également condamné les pratiques commerciales d'Activision autour de Modern Warfare Remastered, exprimant leur désintérêt pour l'achat du jeu autonome après avoir attendu sa sortie pendant plus de six mois. Ils concluent : « J'aurais peut-être déboursé autant d'argent pour ce jeu l'année dernière, mais pas maintenant. C'est trop tard. ».